# La Cautiva (Córdoba)
La Cautiva es una localidad situada en el departamento Río Cuarto, provincia de Córdoba, Argentina.
Se encuentra situada a aproximadamente 335 km de la capital provincial, sobre la importantísima RN 7 y sobre el ferrocarril de cargas General San Martín.
Durante los últimos años La Cautiva ha sufrido numerosas inundaciones que en gran parte se deben a los desmontes de bosques naturales, que causan la crecida de ríos y arroyos.
La localidad era antes una estancia, que, como tantas otras, terminaron formando pequeños pueblos que gracias al ferrocarril lograron prosperar. La comunidad siria-libanesa es una parte importante de la población local. La mayor parte de la comunidad es de origen itálico, tan es así que desde los comienzos del pueblo hay una Sociedad Italiana.

## Población
Cuenta con 898 habitantes (Indec, 2022), lo que representa un descenso del 7,3% frente a los 969 habitantes (Indec, 2010) del censo anterior.
| Gráfica de evolución demográfica de La Cautiva entre 1991 y 2022 |
|                                                                  |
| Fuente: Censos nacionales del INDEC                              |

## Sismicidad
La sismicidad de la región de Córdoba es frecuente y de intensidad baja, y un silencio sísmico de terremotos medios a graves cada 30 años en áreas aleatorias. Sus últimas expresiones se produjeron:
- 22 de septiembre de 1908 (116 años), a las 17.00 UTC-3, con 6,5 Richter, escala de Mercalli VII; ubicación 30°30′0″S 64°30′0″O / -30.50000, -64.50000; profundidad: 100 km; produjo daños en Deán Funes, Cruz del Eje y Soto, provincia de Córdoba, y en el sur de las provincias de Santiago del Estero, La Rioja y Catamarca[2]
- 16 de enero de 1947 (78 años), a las 2.37 UTC-3, con una magnitud aproximadamente de 5,5 en la escala de Richter (terremoto de Córdoba de 1947)[1]
- 28 de marzo de 1955 (70 años), a las 6.20 UTC-3 con 6,9 Richter: además de la gravedad física del fenómeno se unió el desconocimiento absoluto de la población a estos eventos recurrentes (terremoto de Villa Giardino de 1955)
- 7 de septiembre de 2004 (20 años), a las 8.53 UTC-3 con 4,1 Richter
- 25 de diciembre de 2009 (15 años), a las 21.42 UTC-3 con 4,0 Richter